# Camp de Hamburg-Neugraben
 (octobre 2024).
Si vous disposez d'ouvrages ou d'articles de référence ou si vous connaissez des sites web de qualité traitant du thème abordé ici, merci de compléter l'article en donnant les références utiles à sa vérifiabilité et en les liant à la section « Notes et références ».
Le camp de Hambourg-Neugraben est une unité de travail forcé dépendant du camp de concentration de Neuengamme, dont les déportées étaient mises à la disposition d’entreprises de construction et de la ville de Hambourg
À partir de 1942, le cours de la guerre oblige l’Allemagne nazie à enrôler de nouvelles classes de conscrits qui laissent un vide dans les chaînes de production. Pour compenser ces pertes, les autorités mobilisent d’abord la population féminine, puis des travailleurs forcés étrangers, et finalement la population concentrationnaire. Moyennant finances, la SS organise la mise à disposition des déporté(e)s, soit en installant des entreprises à l'intérieur des camps de concentration, soit en détachant des unités de travail forcé dans des ateliers ou sur des chantiers (Kommandos extérieurs) . Sur la durée de la guerre, Neuengamme administre ainsi dans toute l'Allemagne et jusque dans les îles anglo-normandes, près de 90 Kommandos extérieurs (60 masculins et 24 féminins) qui restent rattachés à leur camp d'origine. La gestion de la main-d'œuvre concentrationnaire donne lieu à d'incessants transferts de détenu(e)s qui empêchent parfois de reconstituer un état des lieux précis des effectifs et des pertes.

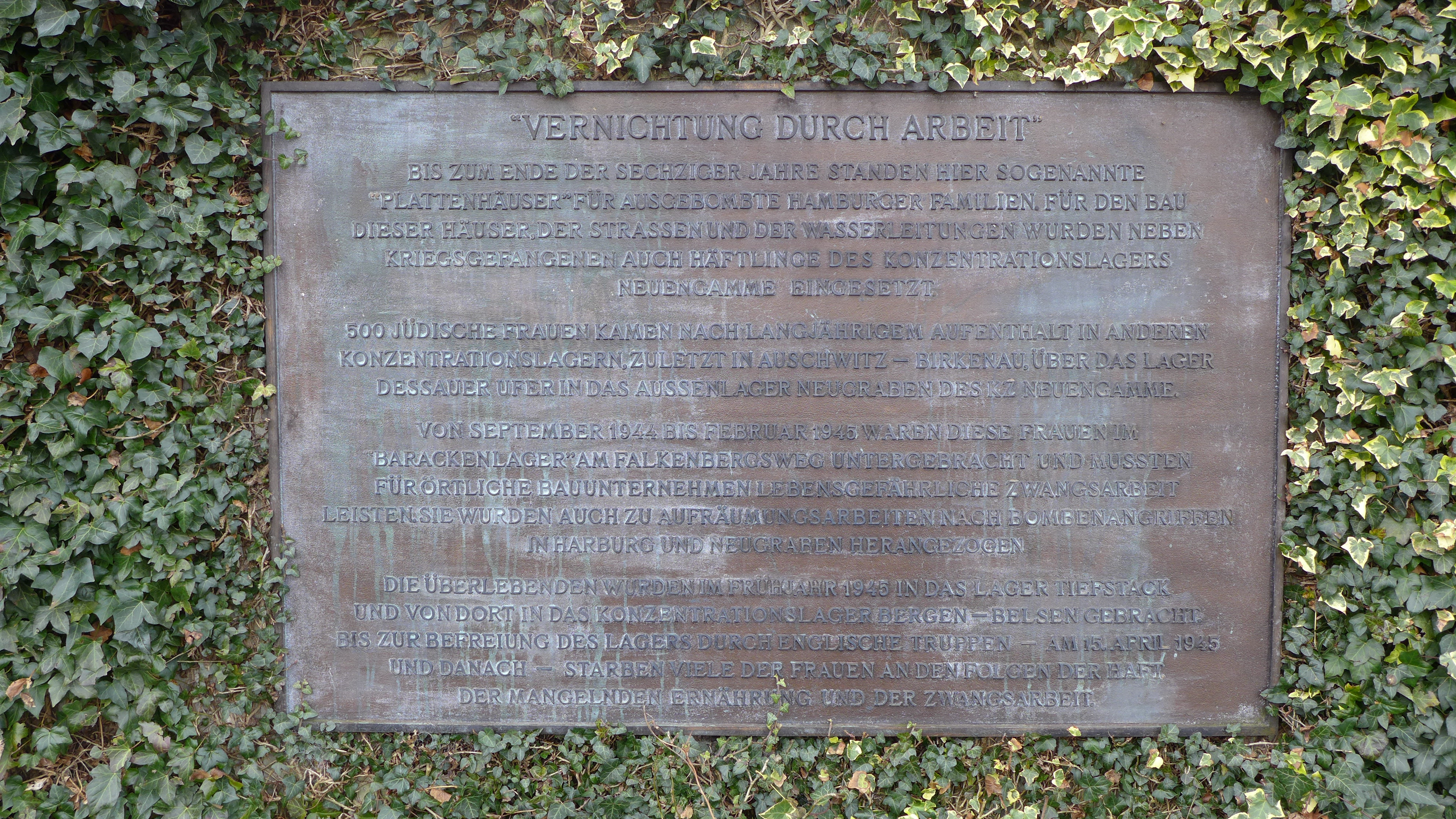
Plaque commémorative posée dans le centre de Neugraben en souvenir des 500 déportées du Kommando..

## Création
Le 13 septembre 1944, la SS installe à Neugraben, 500 déportées juives tchèques du ghetto de Theresienstadt (Terezin), sélectionnées à d’Auschwitz-Birkenau. Elles ont d’abord transité par le camp de Hambourg-Dessauer Ufer.

Le site est un camp de prisonniers de guerre comprenant une trentaine de baraques dont une section contenant 5 baraques a été clôturée par des barbelés : deux pour y loger les déportées, deux pour la cuisine, l'infirmerie et les sanitaires, et une cinquième inachevée.

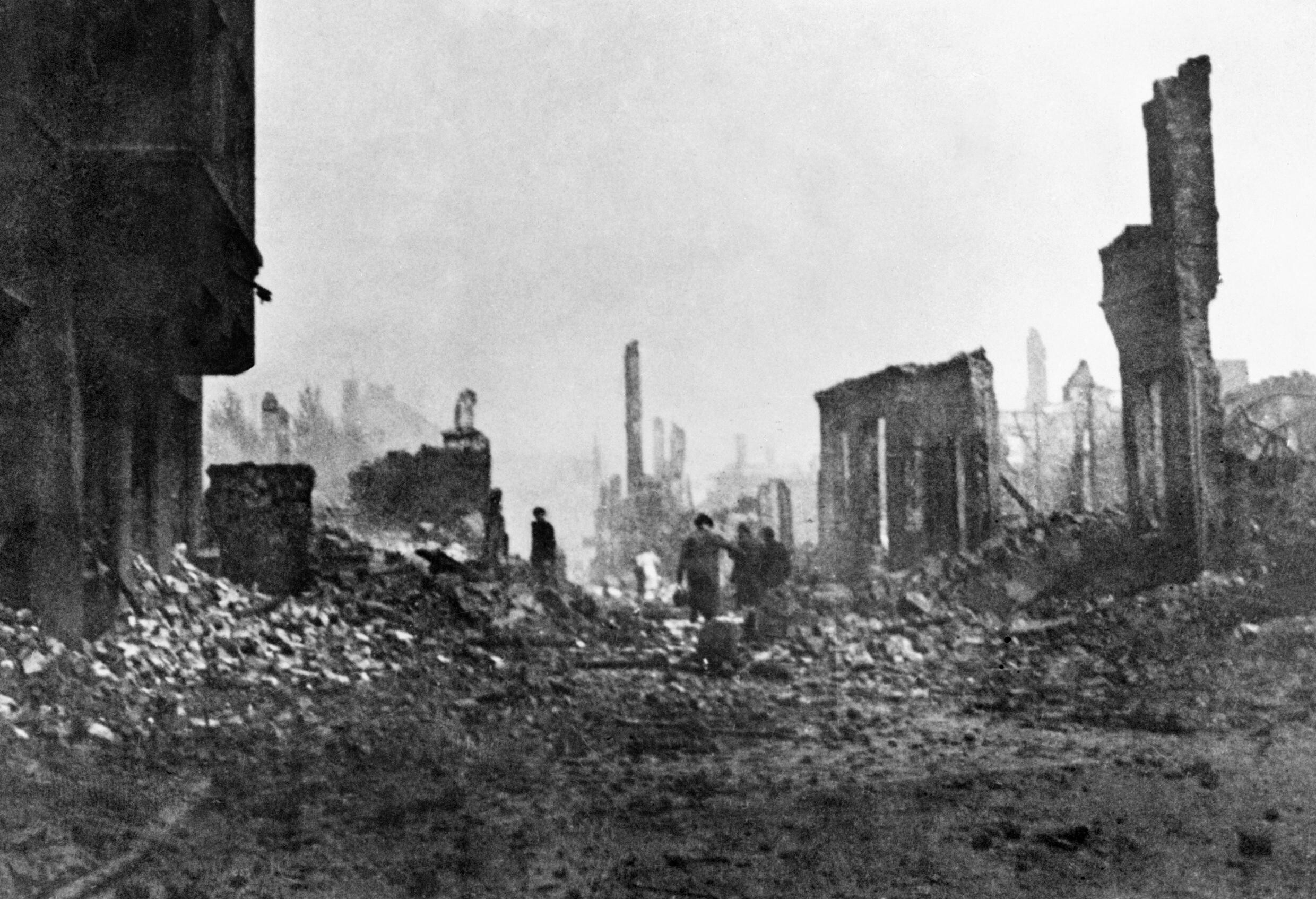
Ruines de Hambourg après les bombardements alliés.

## Travail forcé
Les déportées travaillent à la construction d'hébergements d'urgence dans le quartier de Falkenberg, à la pose de conduites d’eau et de réseaux d'électricité, ainsi qu'à la voirie pour les entreprises Prien, Holst et Wesseloh.
Dans les derniers mois de la guerre, à la suite des bombardements alliés, elles effectuent des travaux de déblaiement, entre autres pour l’industrie pétrolière à Harbourg, déneigent et creusent un fossé antichars à Hambourg-Hausbruch.
Le Kommando est placé sous la responsabilité du SS Hauptscharführer Friedrich-Wilhelm Kliem. La vingtaine de gardiens qui assurent la sécurité extérieure du camp sont recrutés dans les effectifs des douanes, tandis que cinq gardiennes SS sont directement au contact des détenues,.

## Évacuation
À la mi-février 1945, la SS transfère les détenues au Kommando extérieur de Hambourg-Tiefstack.

## Mémorial
En 1985, sur le site du camp, à l’angle Falkenbergsweg/Neugrabener Heideweg est installé un bloc erratique portant une plaque, qui est vandalisé à plusieurs reprises. En 1992, une plaque de bronze est posée au centre de Neugraben. Après avoir été considéré pour un projet immobilier, le site du Kommando est intégré en 1990 dans une réserve naturelle et marque aujourd’hui le début d’un sentier de randonnée.

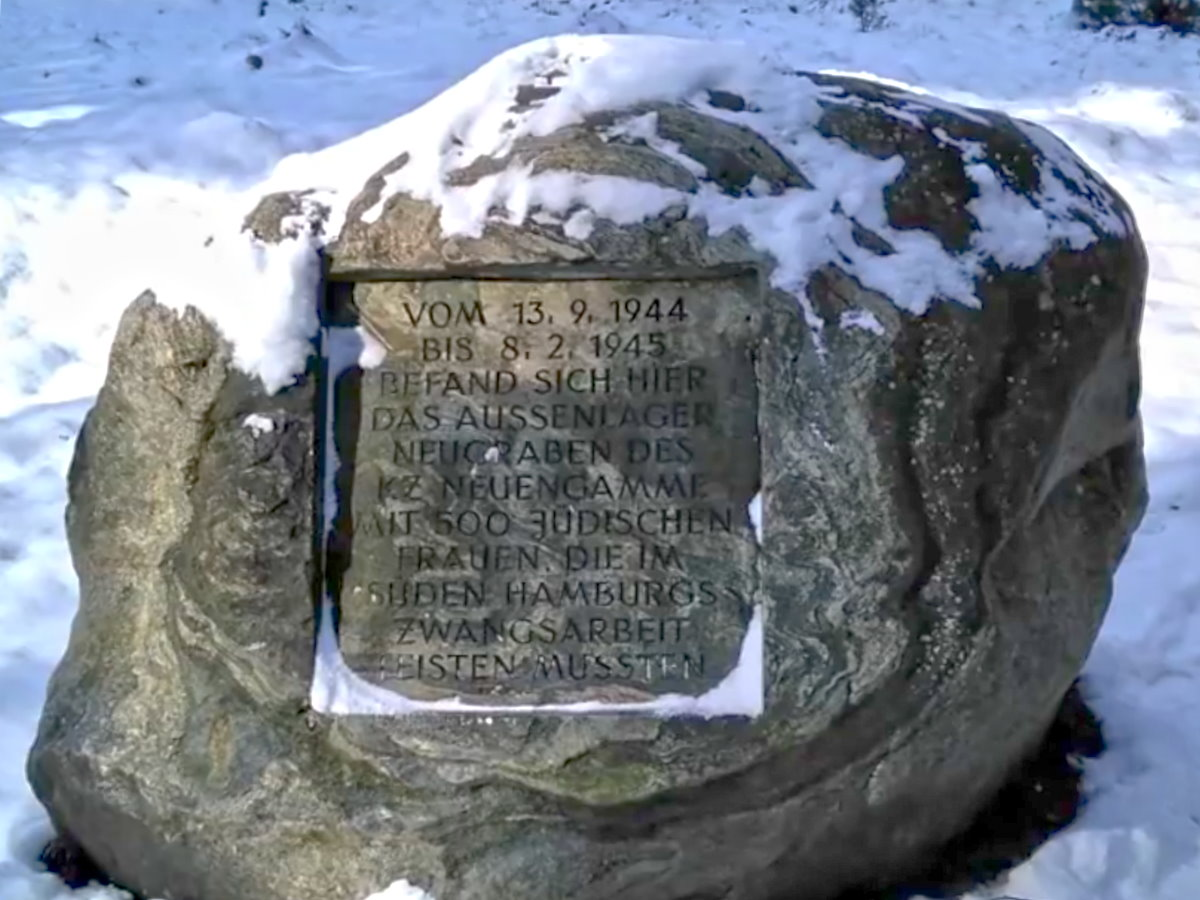
Bloc erratique posé sur l'emplacement du camp.